# Таловський район
Таловський район (рос. Таловский район) — адміністративна одиниця на північному сході Воронезької області Росії.
Адміністративний центр — смт Талова.

## Географія
Таловський район розташований в південно-східній частині Воронезької області в межиріччі Битюга і Хопра та займає територію в 190,9 тисяч гектарів, що становить 3,6% території області.

## Економіка
Сільське господарство є провідною галуззю економіки району, основою поповнення бюджету. Площа сільгоспугідь складає 149 тис. га (78 % території району), з них 132 тис. га — рілля. В районі господарюють 23 колективних сільгосппідприємств, 181 селянсько-фермерське господарство, 13983 особистих підсобних господарств. У сфері сільськогосподарського виробництва району зайнято 2598 осіб.
Поблизу селища Талова знаходиться Науково-дослідний інститут сільського господарства Центральночорноземної смуги ім. В. В. Докучаєва. Розташований за 12 кілометрів на південь від Талової. Раніше безлісний і безводний регіон кам'яного степу руками людини докорінно перетворений. Початок цьому було покладено більше 100 років тому, в 1892 році експедицією професора Василя Васильовича Докучаєва. За цей час посаджено полезахисних і прибалкових лісових смуг на площі 6405 гектарів, побудовано 376 ставків і водойм, дзеркальна площа яких становить 2876 га.
Головною галуззю економіки району є сільське господарство. Галузева структура і спеціалізація його формувалися під впливом природних та економічних умов. В наш час напрямок сільського господарства можна визначити як зерново-скотарське з розвиненим виробництвом технічних культур. Район спеціалізується на вирощуванні зернових культур, цукрових буряків, соняшнику.